# Cuatro y Ernesto
Cuatro y Ernesto es una obra de teatro  de Alfonso Paso, estrenada en 1960.

## Argumento
El autor sitúa en una ciudad norteamericano su historia. En ella Arturo y Patricia Sutton reciben la visita de Bigane y Carlos Ardane para cenar. En dicha casa también se encuentra Ernesto un policía local no muy astuto.Arturo que se lleva fatal con su mujer es amante de Bigane quien ha traído precisamente a Carlos (un convicto)para que asesine a su mujer. Idean la idea de hacer parecer a Patricia como responsable del asesinato de Arturo para lo cual disponen de una pistola trucada que tiene la facilidad de dispararse sola.Pero lo que ellos desconocen es que Carlos y Patricia disponen de otro plan que consiste en asesinar realmente al propio Arturo para lo que manipulan su coche para que tenga un accidente. Esto ocurre pero Arturo sale indemne y regresa para vengarse de todos. Carlos en un descuido de Ernesto escapa de la casa y se marcha en su coche.Sin embargo Brigane que estaba enamorada de Carlos explica que manipuló el coche de Carlos con la misma trampa con la que tendieron a Arturo. Al tiempo de finalizar su confesión se oye un estruendo. Brigane corre a buscar los restos de su amado pero es entonces cuando la pistola trucada se dispara alcanzándola lo que provoca su muerte. Ernesto detiene a Arturo por haber orquestado el asesinato de Patricia.Cuando es llevado se descubre la verdad de la historia Ernesto y Patricia son amantes y todo ha salido como ambos planearon. Ambos se miran y se ríen maliciosamente.Todo ha salido a la perfección.

## Estreno
- Teatro Eslava, Valencia, 10 de mayo de 1960.
  - Dirección:Cayetano Luca de Tena .
  - Escenografía: Ontañon.
  - Intérpretes: Ismael Merlo , José María Mompín , Manuel Gallardo, Diana Maggi , Mari Carmen Lozano.
- Teatro , Compañía de Comedias Cómicas Barcelona, 10 de agosto de 1980.
  - Dirección:Esteban Polls .
  - Intérpretes: Francisco Piquer , Ana Maria Mauri , Luis Torner.